# Rojos (pel·lícula)
Rojos (títol original en anglès Reds) és una pel·lícula dirigida per Warren Beatty, i estrenada el 1981, amb Warren Beatty i Diane Keaton com a protagonistes. Gira al voltant de la vida de John Reed, el militant comunista, periodista, i escriptor que va fer la crònica de la Revolució Russa de 1917 i del seu Deu dies que van sacsejar el món (Ten Days that Shook the World).Aquesta pel·lícula ha estat doblada i emesa al català el 1997.
Al costat de Beatty i de Keaton, Edward Herrmann, Jerzy Kosiski, Jack Nicholson, Paul Sorvino, Maureen Stapleton, Ramon Bieri, Nicolas Coster i M. Emmet Walsh. Adaptada per Warren Beatty, Peter S. Feibleman (no surt als crèdits), Trevor Griffiths, Elaine May (no surt als crèdits) i Jeremy Pikser de les memòries de Reed.
Warren Beatty va rebre l'Oscar al millor director. Va ser també nominat per l'Oscar a la millor pel·lícula, que va perdre en benefici de la pel·lícula Carros de foc. La pel·lícula ha estat considerada per l'American Film Institute com una de les millors pel·lícules èpiques de la història.

## Personatges històrics
- John Silas Reed -  Warren Beatty
- Louise Bryant -  Diane Keaton
- Max Forrester Eastman -  Edward Herrmann
- Grigori Zinóviev -  Jerzy Kosiński
- Eugene O'Neill -  Jack Nicholson
- Emma Goldman -  Maureen Stapleton

## Els testimonis (The Witnesses)
Per ordre alfabètic:
- Jacob Bailin
- Roger Nash Baldwin
- John Ballato
- Harry Carlisle
- Kenneth Chamberlain
- Andrew Dasburg
- Tess Davis
- Isaac Don Levine
- Will Durant - (Filosof, historiador i escriptor)
- Blanche Hays Fagen
- Hamilton Fish III - (Congresista)
- Dorothy Frooks - (Autora, editora i actriu)
- Hugo Gellert – (Il·lustrador)
- Adele Gutman Nathan
- Emmanuel Herbert
- George Jessel - (Actor, cantant, i productor)
- Henry Miller - (Escriptor)
- Arthur Mayer
- Scott Nearing - (Conservador, pacifista, educador i escriptor)
- Dora Russell - (Feminista i militant progressista)
- George Seldes – (Periodista i crític)
- Art Shields
- Jessica Smith – (Editor i activista)
- Adela Rogers St. Johns - (Periodista, novel·lista i guionista)
- Arne Swabeck - (Cap comunista americà)
- Bernadine Szold-Fritz
- Galina von Meck
- Will Weinstone
- Rebecca West – (Feminista i escriptor)
- Lucita Williams

## Premis i nominacions

### Premis
- 1982: Oscar al millor director per Warren Beatty[8]
- 1982: Oscar a la millor actriu secundària per Maureen Stapleton[8]
- 1982: Oscar a la millor fotografia per Vittorio Storaro[8]
- 1982: Globus d'Or al millor director per Warren Beatty
- 1983: BAFTA al millor actor secundari per Jack Nicholson
- 1983: BAFTA a la millor actriu secundària per Maureen Stapleton

### Nominacions
- 1982: Oscar a la millor pel·lícula per Warren Beatty[8]
- 1982: Oscar al millor actor per Warren Beatty[8]
- 1982: Oscar a la millor actriu per Diane Keaton[8]
- 1982: Oscar al millor actor secundari per Jack Nicholson[8]
- 1982: Oscar al millor guió original per Warren Beatty i Trevor Griffiths[8]
- 1982: Oscar a la millor direcció artística per Richard Sylbert i Michael Seirton[8]
- 1982: Oscar al millor vestuari per Shirley Russell[8]
- 1982: Oscar al millor muntatge per Dede Allen i Craig McKay[8]
- 1982: Oscar al millor so per Dick Vorisek, Tom Fleischman i Simon Kaye[8]
- 1982: Globus d'Or a la millor pel·lícula dramàtica
- 1982: Globus d'Or al millor actor dramàtic per Warren Beatty
- 1982: Globus d'Or a la millor actriu dramàtica per Diane Keaton
- 1982: Globus d'Or al millor actor secundari per Jack Nicholson
- 1982: Globus d'Or a la millor actriu secundària per Maureen Stapleton
- 1982: Globus d'Or al millor guió per Warren Beatty i Trevor Griffiths
- 1983: BAFTA al millor actor per Warren Beatty
- 1983: BAFTA a la millor actriu per Diane Keaton
- 1983: BAFTA a la millor fotografia per Vittorio Storaro
- 1983: BAFTA al millor vestuari per Shirley Russell

## Al voltant de la pel·lícula
- Des de 1982, cap altra pel·lícula ha estat nominada a l'Oscar en les quatre categories d'actors.
- Warren Beatty va començar el rodatge d'entrevistes amb els "testimonis" (the "witnesses") al començament dels anys 1970.[9]
- Gene Hackman va interpretar el petit paper de Pete Van Wherry. L'escena en la qual aquest anuncia a Jack Reed que Louise Bryant ja no treballa per a ell va exigir exactament 100 preses. Hackman es va negar a fer una 101 presa.